# Gestión de costo total
Gestión de Costo Total (del inglés Total Cost Management o TCM), según la Asociación Americana de Ingeniería de Costos (AACE por sus siglas en inglés), es el proceso de aplicación de conocimientos y habilidades de ingeniería de costos. Es considerado también, el primer proceso de integración o metodología para portafolio y gestión de proyectos. Fue introducido por la AACE en 1990, y la publicación y presentaciones completa del proceso apareció en 2006 en el "Marco de Gestión de Costo Total".

## Panorama general
Normalmente, en el área de gestión de proyectos se comienza con la "Iniciación" de un proyecto, cuyo resultado será el Acta de Constitución. El procedimiento más conocido para el desarrollo de gestión de proyectos se incluye en la Guía PMBOK. Sin embargo, el PMBOK no aborda qué es lo que sucede antes de que un proyecto sea iniciado. Por ejemplo, ¿cómo surge un proyecto?, la manera en la fue identificado o ¿por qué ese proyecto sobresalió de los otros proyectos de inversión, operación o mantenimiento de una empresa?
La gestión de costo total mapea el proceso a llevar a cabo de un proyecto, y se refiere a lo que precede a la gestión del proyecto; esta es también conocida como: "Gestión de activos estratégicos" o "Programa de gestión de portafolio". Un elemento único de la gestión de costo total, es la integración de todos los pasos que una organización debe tomar para desplegar su estrategia de negocios; esto incluye el monitoreo, seguimiento e identificación de problemas de rendimiento en el portafolio de activos. Por ejemplo, en la base de activos del capital para completar un proyecto y en la entrega de un activo modificado o nuevo en la cartera de la compañía, también se hace uso de la gestión de múltiples proyectos como una metodología para portafolio.
La gestión de costo total es comúnmente utilizada en compañías que realizan grandes inversiones en activos fijos de capital a través de la construcción de proyectos. Por ejemplo, las industrias petrolera,  química y  farmacéutica. Sin embargo, otras industrias, como la de genéticos, usan ampliamente software y TI para el mapeo de procesos a llevar a cabo.

## Marco
En 2006, la Asociación Americana de Ingeniería de Costos publicó el "Marco de Gestión de Costo Total", el cual consiste en una metodología integrada para la programación y gestión de proyectos.
Está metodología fue aprobada para optimizar el portafolio de activos a través del uso de portafolio de proyectos, así como el uso de gestión de proyectos como un sistema de entrega, para apoyar y mejorar programas operacionales y estratégicos  en el desarrollo de los objetivos estratégicos de una organización.
El "Marco de Gestión de Costo Total" (o TCMF por sus siglas en inglés) se encuentra disponible en línea de forma gratuita, sin costo a través de la página de la AACE.

## Lectura adicional
- The Total Cost Management Framework; An Integrated Approach to Portfolio, Program and Project Management - archivo en PDF gratuito